# Tom Lenk
Thomas Loren „Tom“ Lenk (* 16. června 1976 Camarillo, Kalifornie) je americký herec.
V televizi debutoval na přelomu 20. a 21. století, objevil se například v epizodní roli v seriálu Soudkyně Amy. V letech 2001–2003 hrál postavu Andrewa Wellse v seriálu Buffy, přemožitelka upírů, přičemž ve stejné roli se v roce 2004 objevil i ve dvou epizodách seriálu Angel. V dalších letech hostoval například v seriálech Odpočívej v pokoji, Joey, Dr. House, Jak jsem poznal vaši matku, Plastická chirurgie s. r. o. či Agentura Jasno. Hrál také ve filmech, včetně snímků Děsnej doják (2006), Číslo 23 (2007), Transformers (2007), Boogeyman 2 (2008), Chata v horách (2012), Mnoho povyku pro nic (2012) a Argo (2012).
V roce 2008 se přihlásil k homosexuální orientaci.